# Maurice Gibb
Maurice Ernest Gibb, CBE (Douglas, Isle of Man, 22 december 1949 – Miami Beach, 12 januari 2003) was een Britse zanger, bassist en componist afkomstig van het eiland Man. Met zijn broers Barry en Robin vormde hij de Bee Gees, een van de meest succesvolle popgroepen aller tijden.

## Biografie

### Kinderjaren
Maurice Gibb was de zoon van bigbandleider Hugh Gibb en diens vrouw, zangeres Barbara Pass. Hij werd drie jaar na Barry Gibb geboren en vijfendertig minuten na zijn tweelingbroer Robin Gibb. Het gezin bestond verder uit dochter Lesley Gibb en in 1958 werd Andy Gibb geboren. Toen Maurice en Robin vijf jaar oud waren, verhuisde het gezin naar Manchester. De jongens zongen in hun vrije tijd samen en Barry kreeg in 1955 een gitaar als kerstcadeau. Het drietal trad op 28 december 1957 voor het eerst voor publiek op in een lokale bioscoop, waar kinderen werden uitgenodigd om tussen de verschillende films te zingen. Hun ouders vreesden dat zij op het slechte pad zouden geraken en besloten in augustus 1958 naar Australië te verhuizen.

### Begin van carrière
In Brisbane traden de broers op onder de naam Bee Gees. Ze werden ontdekt door een radio-dj met de naam Bill Gates, die vier van de door Barry geschreven liedjes opnam en op de lokale radio draaide. In 1966 scoorden de Bee Gees in Australië hun eerste grote hit met de single "Spicks and Specks", waarna ze teruggingen naar Engeland om te auditeren voor muziekproducent Robert Stigwood. Hij werd hun manager en zorgde voor een platencontract bij Polydor. Nadat ze in Groot-Brittannië een hit scoorden met "New York Mining Disaster 1941" werd hun debuutalbum uitgegeven, getiteld The Bee Gees First. De Bee Gees bereikten in oktober 1967 de nummer 1-positie in de Britse hitlijst met de single "Massachusetts".

### Amerikaans succes
Robin verliet tijdelijk de groep aan het eind van de jaren zestig. Maurice maakte met Barry het album Cucumber Castle en nam het soloalbum The Loner op, waarvan enkel de gelijknamige single werd uitgegeven. In het najaar van 1970 voegde Robin zich weer bij de groep. Nadat Polydor weigerde het volgende album van de Bee Gees uit te brengen, tekenden de broers een contract bij Stigwoods label RSO. Het eerstvolgende album, Main Course uit 1975, werd geproduceerd door Arif Mardin, die Gibb een nieuwe, meer funky manier van basspelen aanleerde. De single "Jive Talkin'" werd in juni dat jaar een nummer 1-hit in de Verenigde Staten. De nieuwe speelstijl van Gibb en hoge falsetstemmen van alle drie de broers waren voor het eerst te horen op het album Children of the World uit 1976. Op aanraden van Stigwood schreven zij in 1977 muziek voor de film Saturday Night Fever. De Bee Gees bereikten als een van de bekendste discogroepen veel succes.

### Alcoholverslaving encomeback
In de periode waarin hij met de Bee Gees de eerste grote successen beleefde, begon Gibb voor het eerst veel te drinken. Een huwelijk met de Schotse zangeres Lulu, die hij leerde kennen bij het muziekprogramma Top of the Pops en met wie hij in 1969 trouwde, liep na vier jaar op de klippen door Gibbs uitbundige levensstijl en alcoholverslaving. Gibbs broer Andy overleed in 1988 aan de gevolgen van excessief gebruik van alcohol en cocaïne. Aan het eind van de jaren tachtig erkende Gibb ook verslaafd te zijn aan alcohol en ging hij naar bijeenkomsten van de Anonieme Alcoholisten. Zijn vrouw Yvonne Spencely, met wie hij in 1975 trouwde en een zoon en dochter kreeg, hielp hem zijn alcoholverslaving te boven komen en hun relatie had een versobering van Gibbs levensstijl tot gevolg.
Na te zijn afgekickt, nam Gibb met zijn broers in januari 1992 weer liedjes op, die in 1993 op het door Polydor uitgegeven album Size Isn’t Everything verschenen. In 1995 begon hij met het produceren van muziek van zijn dochter Samantha. Dit werk had hij nog niet afgerond toen hij in 2003 op 53-jarige leeftijd kwam te overlijden ten gevolge van een hartstilstand tijdens een darmoperatie. Zijn overlijden verhinderde tevens de volbrenging van projecten met Michael Jackson en Barry Gibb.